# 金森喜久男
金森喜久男（1948年12月5日—），日本實業家，出身于愛知縣名古屋市，畢業於富山大學，曾任大阪飛腳執行董事社長。
1971年4月，他加入了松下電器，擔任北陸分公司經理兼信息安全部門高級顧問；2008年4月16日，他接替佐野泉成為大阪飛腳的執行董事社長。